# Цар-жрець (скульптура)
Цар-жрець, у Пакистані: Король-священник — невелика скульптура чоловіка, виготовлена з жировика, знайдена під час розкопок зруйнованого міста бронзової доби Мохенджо-Даро в Сінді у Пакистані, в 1925—1926 роках. Датують приблизно 2000—1900 роками до нашої ери, пізнім періодом Мохенджо-Даро, як «найвідомішу кам'яну скульптуру» цивілізації долини Інду («IVC»). Зараз знаходиться в колекції Національного музею Пакистану під номером NMP 50-852. Скульптура викликає широке захоплення, оскільки «скульптор поєднав натуралістичні деталі зі стилізованими формами, щоб створити потужне зображення, яке здається набагато більшим, ніж воно є насправді» і, за винятком, можливо, печатки Пашупаті, «ніщо не символізує Індську цивілізацію краще».
Скульптура зображає бородатого чоловіка з філе навколо голови, можливо, як усе, що залишилося від колись пишної зачіски чи головного убору; його волосся зачесане назад. Він носить нарукавну пов'язку та плащ із просвердленим трилисником, мотивами одного кола та подвійного кола, на яких видно сліди червоного кольору. Можливо, його очі спочатку були інкрустовані. Скульптура частково відламана знизу, можливо, незавершена. Спочатку, очевидно, вона була більшою. Ймовірно, це була сидячу або до колін стояча фігуру в повний зріст. Зараз висота скульптури складає 17,5 см.
Хоча назва «Цар-жрець» зараз широко використовується, її вважають досить спекулятивною та «безпідставною». Археолог Ернест Дж. Х. Маккей, який очолював розкопки на місці, коли був знайдений цей уламок, вважав, що скульптура уособлює саме «священика». Сер Джон Маршалл, керівник Археологічної служби Індії до розділу Британської Індії («ASI»), вважав, що це, можливо, «король-священик». Його наступник, сер Мортімер Вілер, ужив назву Священик-цар. Альтернативне позначення цієї та кількох інших чоловічих скульптур Індської цивілізації полягає в тому, що вони «є пам'ятними фігурами вождів кланів або їх нащадків».
Копія зазвичай виставляється в Національному музеї Пакистану, тоді як оригінал зберігається у сховищі. Директор музею Бухарі пояснив у 2015 році, що таким значущим «…національним символом ми не можемо ризикувати». Назва мовою урду, яку використовує музей (англійською «цар-жрець»), не є точним перекладом, але حاکم اعلی (хакім аала), добре відомий вислів мовою урду — персько — арабською, що означає суверен або єпископ, який має право посідати на троні під час урочистих прийомів від імені держави).

## Опис

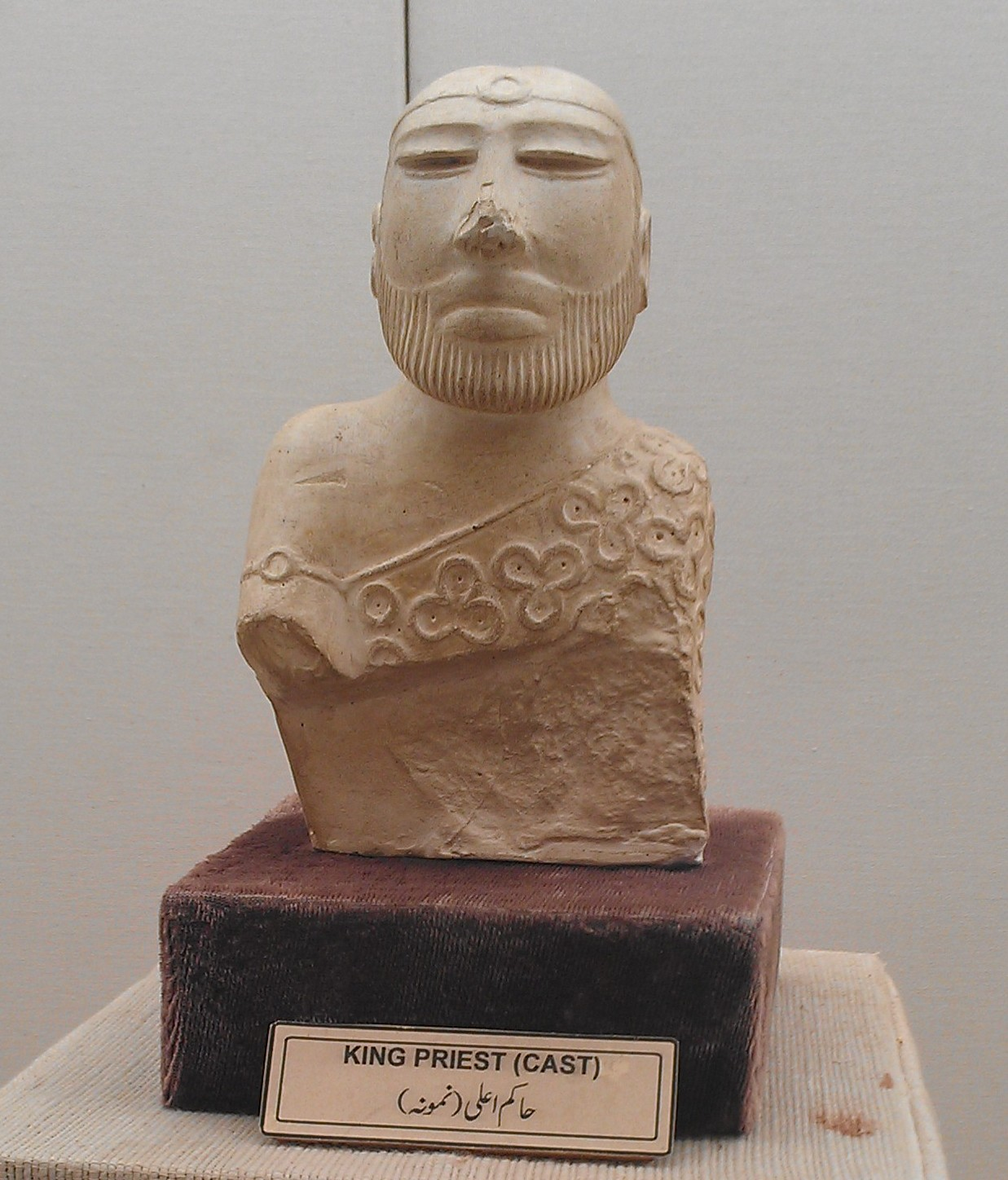
Автентична копія скульптури в Національному музеї Пакистану в 2013 році.

Невелика скульптура вирізьблена із м'якого мінералу жировика (стеатиту). Незважаючи на те, що вона, очевидно, не була закінчена, скульптура була обпалена або розтоплена при температурі понад 1000 °C, щоб затвердіти. Під час розкопок була виявлена довга тріщина, що проходить по правій стороні обличчя. Вона могла бути спричинена впливом температури або пізнішим ударом. У нижній частині виробу є нерівний розрив, причому візерунковий халат продовжується ззаду нижче, ніж спереду. Кінчик носа також пошкоджений, але багато інших частин у доброму стані. Скульптуру порівнювали з краще збереженими сидячими фігурами чоловіків Індської цивілізації. Іноді одне коліно підняте, а інша нога схована під тілом. Від так, цар-жрець, можливо, спочатку мав таку ж саме форму. Деякі археологи, зокрема Джонатан Марк Кеноєр, вважають, що ця та інші статуї були «розбиті та зіпсовані» навмисно, оскільки зображені діячі втратили свій вплив та значимість.
Очі чоловіка широкі та вузькі, але, мабуть, напівзаплющені. Ймовірно вони були інкрустовані частинами мушлі або каменю, що представляли зіниці. Вуха дуже простої форми, як і на деяких інших кам'яних головах цієї доби. Потилиця на маківці плоска, ймовірно, щоб можна було прикріпити щось, чого зараз не вистачає, й існують різні теорії щодо того, чи був це різьблений «пучок» чи більш складний головний убір, можливо, з інших матеріалів, який носили лише час від часу. Два отвори під вухами, можливо, були зроблені для кріплення, можливо, намиста. Маккей припустив, що сплющення відбулося тому, що голова була пошкоджена, з чим погоджуються лише деякі пізніші дослідники. Інша думка полягає в тому, що скульптура була виготовлена для розміщення в ніші з похилим верхом.
Фігура має одяг, схожий на тогу, який покриває лише одне плече, з візерунком із трилисників. Пакистанські джерела роблять припущення, що це представлено вибійку тканини у місцевій техніці аджрак. Внутрішня частина рельєфного трилисника та інших фігур спочатку була заповнена червоним матеріалом, ймовірно, якимось типом пасти. Внутрішню частину фігур залишили шорсткою, щоб сприяти зчепленню. У просторі навколо фігур під час початкових розкопок були помітні сліди матеріалу, який на той час був «чорнуватим», але спочатку, можливо, надавав зелений або синій фон рельєфним формам.
Спочатку Маршалл вважав, що на виготовлення скульптур Індської цивілізації мали великий вплив зв'язки з Месопотамією. Тому в перших своїх звітах (до 1926 року) він відносив її до «індо-шумерської цивілізації». Потім він зрозумів, що це неправильно, і почав використовувати термін «цивілізація Інду». Було багато дискусій щодо можливих стосунків між цим Царем-Жерцем і дещо подібними особами Межиріччя. Історик мистецтва Бенджамін Ровленд дійшов висновку, що «пластична концепція голови в жорстких площинах, схожих на маску, та деякі інші технічні деталі є досить близькими, але все ж недостатніми, щоб довести справжній зв'язок».
За словами Грегорі Посселя, саме наявність волосся на обличчі свідчить про те, що фігура не була повністю завершеною. У той час як основна борода ретельно опрацьована паралельними лініями, верхня губа також піднята над рештою обличчя, але не було додано жодних ліній, щоб показати волосся на вусах. Ця частина тіла просто гладка. На щоках лінії бороди продовжуються не надто помітно, коли б у завершеному виробі, ймовірно, вони були б згладжені.
Можливим свідченням інтерпретації зображеної людини як релігійного діяча є очевидне положення очей, спрямованих на кінчик носа. Це розповсюджена практика йоги та подібність одягу на скульптурі, який носили через одне плече, до пізнішого одягу, включно з буддійським самґхаті. Фокусування очей на кінчику носа помітив один з індійських помічників Маршалла, а сам дослідник побачив таку саму рису на печатці Пашупаті.

## Розкопки та новітня історія
Скульптура була знайдена на глибині 1,37 метра археологом Кашинатхом Нараяном Дікшітом (пізніше керівника Археологічного управління Індії) в районі «D-K B» міста, тому цій знахідці було присвоєно номер DK-1909. Точним місцем знахідки було «невелике приміщення з цікавими паралельними стінами», можливо, гіпокауст для хамаму або сауни. Скульптура була знайдена в невеликому проході між двома цими стінами, але це здається малоймовірним, для її автентичного розташування. Тому прийнято вважати, що вона впала або закотилася в цей простір, коли місто зазнало руйнувань.
Знахідки з Мохенджо-Даро спочатку були відправлені до Лахорського музею, але пізніше передані до Нью-Делі, нової столиці Британської Індії та, згодом, до штаб-квартири Археологічного управління Індії, щоб їх достойно представити в колекції новоствореного «Центрального імперського музею». Зрештою, після розділу Індії в 1947 році, було створено Національний музей Індії. Нова пакистанська влада вимагала повернення артефактів Індської цивілізації, оскільки майже всі вони були знайдені на території Мохенджо-Даро та Навуоло, які після проголошення незалежності опинилися на території Пакистану.
Статуя була повернута до Пакистану лише після підписання в 1972 році так званої угоди Сімла президентом Пакистану Зульфікаром Алі Бхутто та прем'єр-міністром Індії Індірою Ганді. За словами пакистанського археолога, Ганді відмовлялася повернути як Жерця-Царя, так й не менш знакову скульптуру Індської цивілізації, «Танцюючу дівчину» (невеличку бронзову скульптуру), також знайдену в Мохенджо-Даро. Вона запропонувала Бхутто обрати лише одну з цих двох святинь.

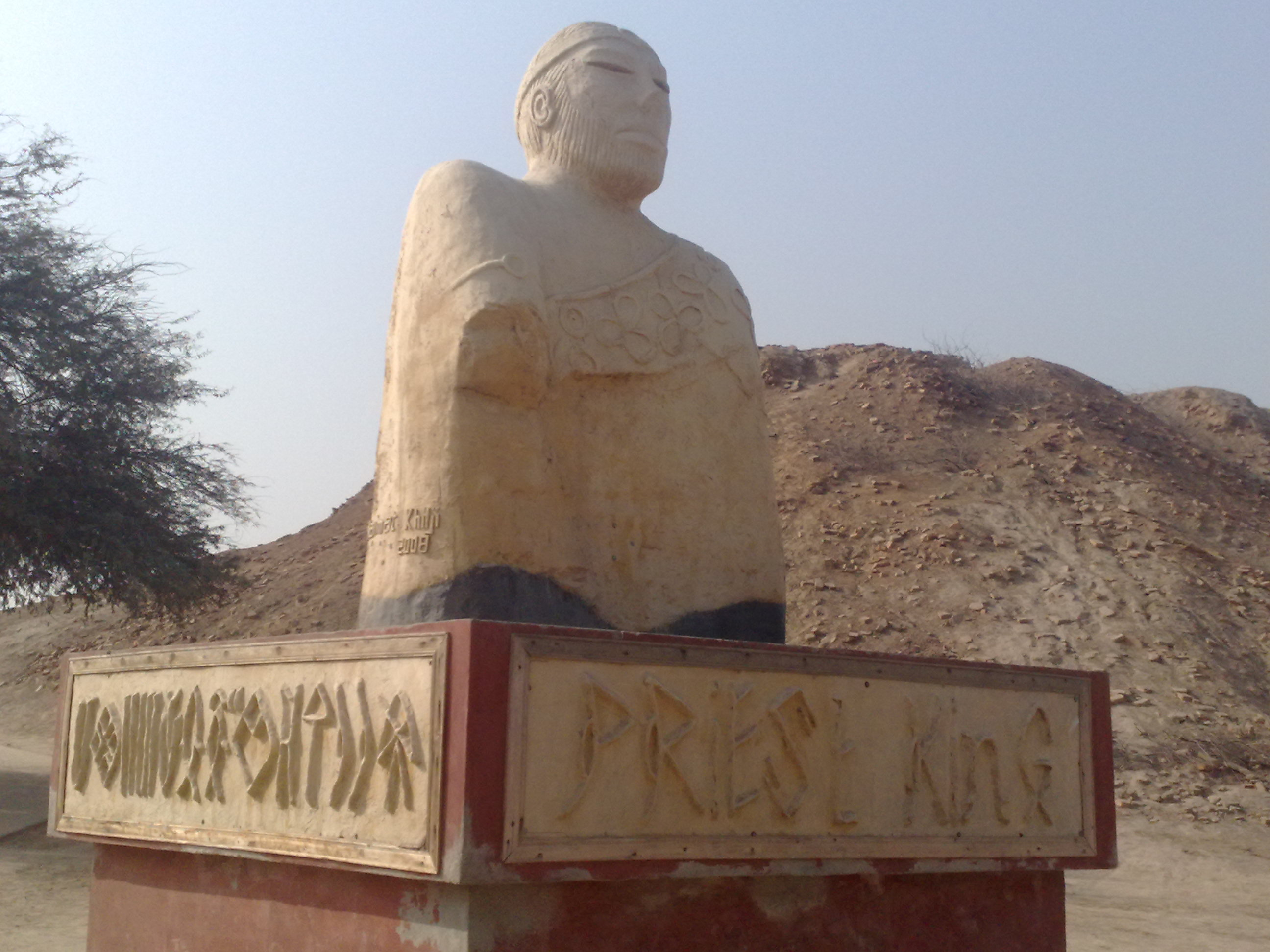
Велика копія скульптури, встановлена біля входу в Мохенджо-Даро.

Копія скульптури демонструвалася в Лондоні на виставці «Мистецтво Індії» в Берлінгтонському клубі образотворчого мистецтва в 1931 році (під № 114), як і Танцююча дівчина (№ 136). Цей перший показ знахідок Індської цивілізації за межами Індії привернув значну увагу в пресі. Також скульптура демонструвалася на виставках «Мистецтво перших міст: третє тисячоліття до нашої ери від Середземномор'я до Інду» в 2003 році в Метрополітен-музеї в Нью-Йорку (№ 272a).
Репліки статуї популярні в Пакистані та за його межами, і копія, яка набагато більша за оригінал, була встановлена біля входу в Мохенджо-Даро.

## Контекст

### Арт

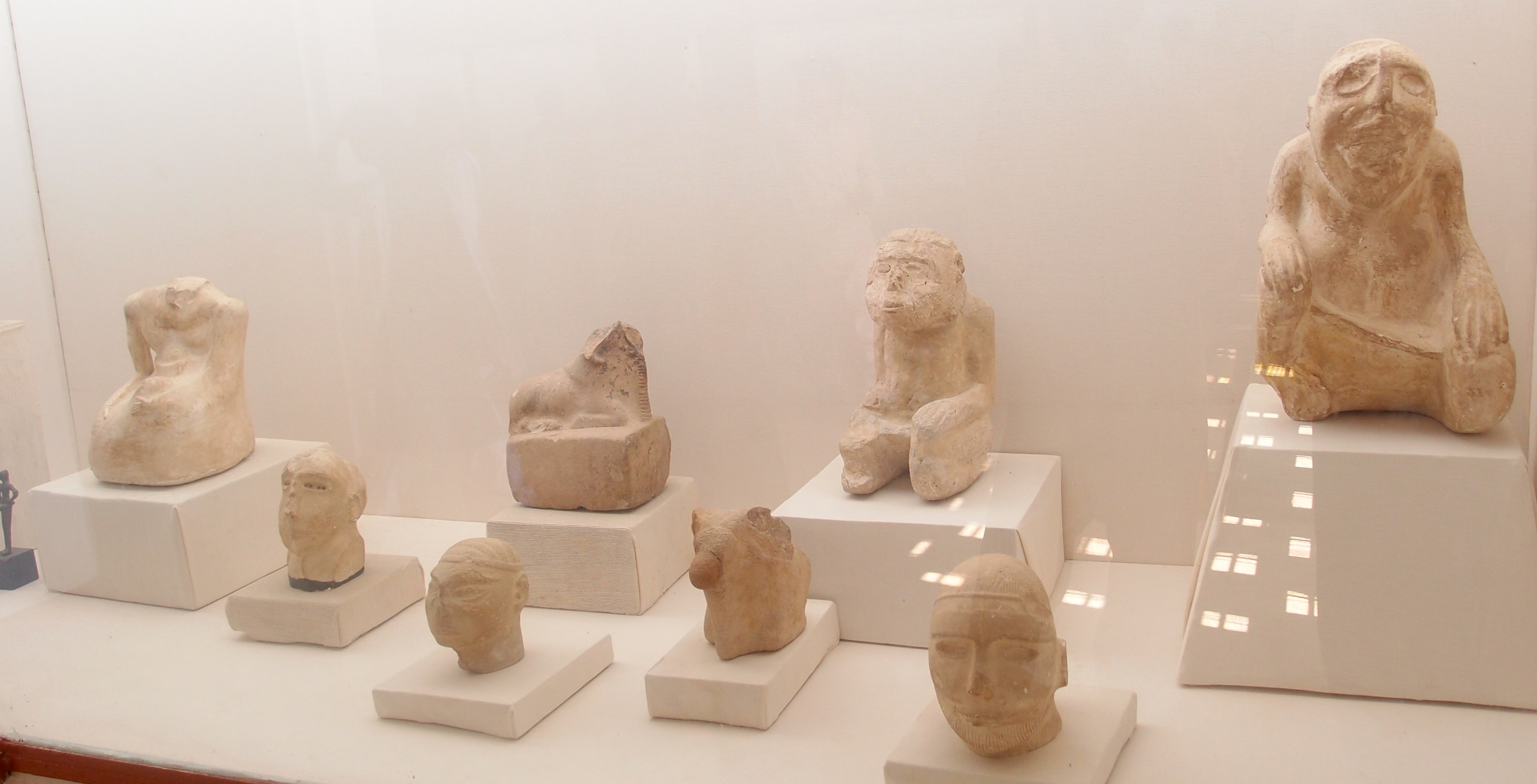
Зліпки чоловіка, що сидить, і трьох інших голів чоловіків у музеї; 4-й («Бог мавп») і 5-й зліва — фігури тварин.

Статуя є однією з «семи головних скульптур людей з Мохенджо-Даро». До комплексу включені дві невеликі оголені бронзові жіночі фігури в повний зріст, обидві дехто називає «танцівницями», але були запропоновані альтернативні види діяльності, такі як принесення жертвоприношень. Є також три чоловічі голови з вапняку або алебастру, очевидно, відламані, і обезголовлена фігура Сидячого чоловіка. Були запропоновані різні пункти контрасту та порівняння між цими скульптурами та Царем-жерцем. Серед них спостерігається значна різноманітність у зображенні деталей. Обезголовлений чоловік, що сидить, може свідчити про відсутність нижньої частини Царя-Жерця. Дуже ймовірно, що такі скульптури також масово виготовляли із дерева, але жодна така копія природньо не зберіглася.
Є також дуже багато маленьких схожих теракотових фігурок у стилі Індської цивілізації, більшість з яких жіночі, загалом подібні до тих, що виготовлялися на більшій частині Індії пізніше, аж до сьогодення. Вишукані головні убори є їхньою примітною особливістю.
Стеатит широко використовувався в період Індської цивілізації. В одній з технік його розтирали до стану пасти, а потім обпалювали для виготовлення прикрашених намист, більшість із яких експортували. Це також був основний матеріал, який використовувався для різьблення індських печаток, іноді випалених, а іноді ні; багато з них були вирізані, а потім наносилося покриття, яке було злегка обпаленим.
Через деяку схожість із мистецтвом цієї доби деякі вчені припускають, що Цар-жрець і кілька подібних скульптур, знайдених серед артефактів Індської цивілізації, можуть спиратися на традиції та культури з півночі, особливо представлені у Бактрійсько-маргіанському археологічному комплексі. Можливо, вироби були виготовлені для замовників з півночі, які проживали в містах Індської цивілізації. На відміну від цієї, Бактрійсько-маргіанська циаілізація представлена кількома багатими могилами, що свідчить про значний ступінь в суспільстві соціальної диференціації, а великі поселення, розкопані раніше, зосереджені на великому укріпленому комплексі. Раніше їх описували як «храми», але, ймовірно, вони були резиденцією місцевого правителя.

### Політика Індської цивілізації
Відсутність доказів могутнього правлячого класу, незважаючи на численні докази надзвичайно складної соціальної організації, була одним із найяскравіших аспектів функціонування міст Індської цивілізації для ранніх дослідників. Тому, немає чітких доказів цьому в звичайних формах великих гробниць та палаців. Питання існування правлячого класу, просто необхідного в умовах бронзової доби, для досягнення широкомасштабної урбанізації, залишається відкритим. Також відкритим серед дослідників є питання про те, чи була Індська цивілізація державою, і якщо так, то однією чи кількома державами. Зважаючи на відсутність доказів існування військового монарха чи правлячого класу, модель певного роду теократії була широко прийнята ранніми археологами.

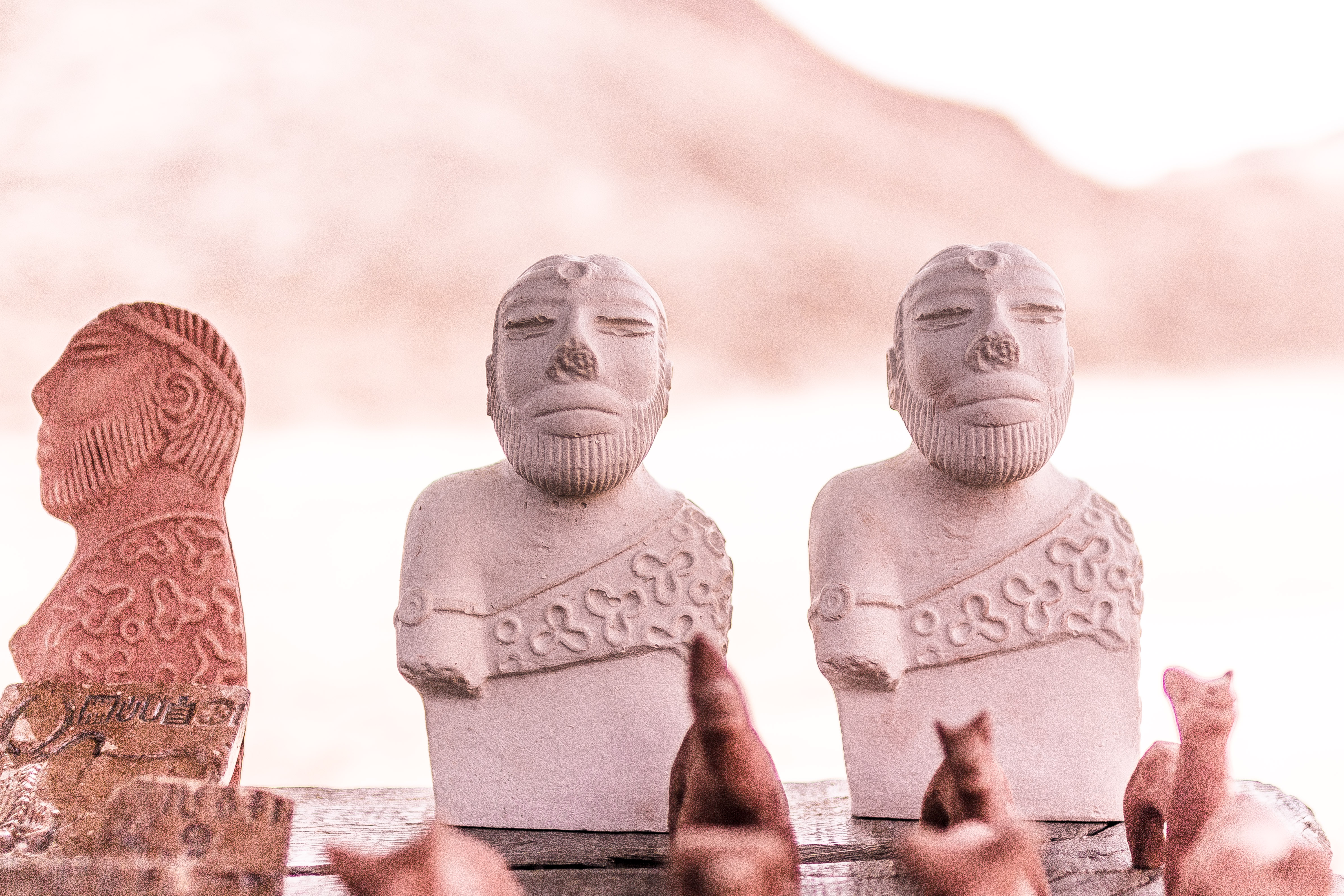
Туристичні репліки на продаж у Мохенджо-Даро

Такі погляди були підтверджені месопотамською археологією, де справді вважається, що найдавніші міста Шумеру мали правителів, які поєднували політичні та релігійні функції. Британський археолог Стюарт Пігготт, який вів дослідження в Індії в 1940-х роках, вважав Індську цивілізацію «державою, якою керували царі-жреці, що мали автократичну та абсолютну владою одночасно». Вілер погодився і заявив:
Більше не можна сумніватися в тому, що незалежно від джерела їхньої влади — і можна справедливо припустити домінуючий релігійний елемент — володарі Хараппи керували своїм містом у спосіб, який не відрізнявся від способу царів-жерців або правителів Шумеру та Аккаду.
Вілер вважав, що пошкодження були завдані великим чоловічим фігурам навмисно під час насильницького повалення Індської цивілізації арійськими загарбниками, як він уособлював із її припиненням існування, яке зараз загалом піддано сумніву.
Сучасним дослідниками влада Індської цивілізації, як правило, розглядається розподіленою, можливо, між родами чи кланами, і, можливо, здійснюваною за участю рад, а занепад міст тривав поступово.
Фігури царя-жерця також були постульовані для мінойської цивілізації, яка існувала приблизно в той же період, зокрема, її підйомом та занепадом через кілька століть, але відкриття та розкопки якої відбулися кількома десятиліттями раніше. Подібно до Індської цивілізації, тут не залишилося текстів, які можна прочитати. Тому концепція археологів базувалася лише на дослідженні матеріальних джерел. На відміну від Індської цивілізації, ряд великих і розкішно прикрашених «палаців» були надзвичайно очевидними, але не було вказівок на те, хто, якщо хтось, жив у них. Керівник розкопок, сер Артур Еванс, прихильно ставився до ідеї царя-жреця, і так назвав фрагмент рельєфної фрески, знайденої в Кноссі в 1901 році. Це було ще більш спекулятивним, ніж те, що зробив Вілер для фігури з Мохенджо-Даро. Більшість учених зараз сумніваються, що всі фрагменти взагалі походять від однієї фігури, і «Принц із ліліями» тепер є звичайною назвою, яку дають реконструкції Еванса. Як і Маршалл (який навчався під керівництвом Еванса), він використовував свого «царя-жреця» як зображення на обкладинці своєї головної книги про результати проведених археологічних розкопок.